# Imma aristogiton
Imma aristogiton är en fjärilsart som beskrevs av Diakonoff 1955. Imma aristogiton ingår i släktet Imma och familjen Immidae. Inga underarter finns listade i Catalogue of Life.